# Wind & Wuthering
Wind & Wuthering je osmé studiové album britské skupiny Genesis. Jeho nahrávání probíhalo od září do října 1976 v Relight Studios v nizozemském Hilvarenbeek. Album pak vyšlo v prosinci téhož roku. Album produkoval David Hentschel spolu se členy skupiny Genesis. Jde o poslední studiové album, které skupina nahrála ve čtyřech členech – Steve Hackett se již na dalších nepodílel. Autorem obalu alba je Hipgnosis.

## Seznam skladeb
| Pořadí         | Název                              | Autor                                      | Délka |
| -------------- | ---------------------------------- | ------------------------------------------ | ----- |
| 1.             | Eleventh Earl of Mar               | Tony Banks, Steve Hackett, Mike Rutherford | 7:41  |
| 2.             | One for the Vine                   | Banks                                      | 10:00 |
| 3.             | Your Own Special Way               | Rutherford                                 | 6:15  |
| 4.             | Wot Gorilla?                       | Banks, Phil Collins                        | 3:12  |
| 5.             | All in a Mouse's Night             | Banks                                      | 6:35  |
| 6.             | Blood on the Rooftops              | Hackett, Collins                           | 5:20  |
| 7.             | Unquiet Slumbers for the Sleepers… | Hackett, Rutherford                        | 2:23  |
| 8.             | …In That Quiet Earth               | Banks, Collins, Hackett, Rutherford        | 4:50  |
| 9.             | Afterglow                          | Banks                                      | 4:10  |
| Celková délka: | Celková délka:                     | Celková délka:                             | 50:54 |

## Obsazení
- Phil Collins – bicí, perkuse, zpěv
- Mike Rutherford – baskytara, kytara, basové pedály
- Steve Hackett – kytara, kalimba, autoharfa
- Tony Banks – klávesy